# Medina (Kolumbien)
Medina ist eine Gemeinde (municipio) im kolumbianischen Departamento Cundinamarca. Auf dem Gebiet der Gemeinde befindet sich ein Teil des Naturparks Chingaza.

## Geographie
Medina liegt im Nordosten von Cundinamarca in der Provinz Medina auf einer Höhe von ungefähr 520 Metern an der Ostseite der Ostkordillere der kolumbianischen Anden am Übergang zu den Llanos, 192 km von Bogotá entfernt. Die Durchschnittstemperatur beträgt 25 °C. Die Gemeinde grenzt im Norden an Ubalá, im Osten an Paratebueno, im Süden an Cumaral im Departamento del Meta und im Westen an Gachalá sowie an San Juanito und Restrepo in Meta.

## Bevölkerung
Die Gemeinde Medina hat 10.205 Einwohner, von denen 3975 im städtischen Teil (cabecera municipal) der Gemeinde leben (Stand: 2019).

## Geschichte
Seit 1548 fiel das Gebiet des heutigen Medina unter das Encomienda-System, mit dem die dort lebenden Indigenen der Chíos und Mámbitas ausgebeutet wurden. Zunächst war Medina Teil von Chocontá, das ein corregimiento war. Seit 1775 hatte Medina selbst den Status eines Corregimientos.

## Wirtschaft
Die wichtigsten Wirtschaftszweige von Medina sind Rinderproduktion und Landwirtschaft.

## Verkehr
Medina verfügt über einen kleinen Regionalflugplatz, der sich in der Vereda El Tablón befindet. Medina hat Straßenverbindungen nach Villavicencio im Departamento del Meta (über Restrepo und Cumaral) sowie nach Santa María im Departamento de Boyacá (über San Pedro de Jagua und Mámbita in der Gemeinde Ubalá). Die Gemeinde wird zwar von vielen Flüssen durchflossen, diese sind aber nicht schiffbar.